# الکتروپوراسیون
الکتروپوراسیون (Electroporation) یا electropermeabilization یک روش میکروبیولوژی است که در آن یک با اعمال میدان الکتریکی به سلول‌ها به منظور افزایش نفوذ پذیری غشاء سلولی، اجازه می‌دهد مواد شیمیایی، مواد دارویی یا DNA به سلول منتقل شود (همچنین الکتروترنسفر نیز نامیده می‌شود). در میکروب‌شناسی، فرایند الکتروپوراسیون اغلب برای تبدیل باکتری‌ها، مخمرها یا پروتئین‌های گیاهی به وسیله وارد کردن DNA کدگذاری شده جدید مورد استفاده قرار می‌گیرد. اگر باکتری‌ها و پلاسمیدها با هم مخلوط شوند، پلاسمیدها می‌توانند بعد از الکتروپوراسیون به باکتری تبدیل شوند، هرچند بسته به اینکه چه چیزی منتقل می‌شود پپتیدهای نفوذکننده سلولی یا Cell-Squeezeها می‌توانند مورد استفاده قرار گیرد. الکتروپوراسیون با مکانیزم عبور هزاران ولت در فاصله یک تا دو میلی‌متر سلول‌های معلق در یک دستگاه الکتروپوراسیون کار می‌کند. پس از آن، جمعیت سلول‌ها باید با دقت مدیریت شوند تا آن‌ها فرصتی برای تقسیم شدن داشته باشند، تا سلول‌های جدید شامل پلاسمیدهای تکثیر شده تولید شود. این روند تقریباً ده برابر مؤثرتر از تبدیل شیمیایی است.
الکتروپوراسیون همچنین برای وارد کردن ژن‌های خارجی به سلول‌های در حال کشت، به خصوص سلول‌های پستانداران بسیار مفید است. به عنوان مثال، آن را در روند تولید موش‌های آزمایشگاهی، و همچنین در درمان تومور، ژن درمانی، و درمان مبتنی بر سلول می‌توان استفاده کرد. فرایند وارد کردن DNA خارجی به سلول‌های یوکاریوتی به عنوان transfection شناخته می‌شود. الکتروپوراسیون برای وارد کردن به سلول‌ها در تعلیق با استفاده ازدستگاه‌های الکتروپوراسیون بسیار مؤثر است. الکتروپوراسیون برای استفاده در بافت موجودات زنده اثبات شده‌است. سلول‌های پایه را نیز می‌توان با استفاده از الکتروپوراسیون انتقال داد، و محققان راه حلی برای جایگزینی سلول‌هایشان بعد از ترانسفکشن، ارائه داده‌اند. با این حال، یک نگرانی در مورد الکتروپوراسیون وحود دارد و این است که پس از فرایند الکتروپوراسیون، فرایند بیان ژن(gene expression) بیش از ۷۰۰۰ ژن می‌تواند تحت تأثیر قرار گیرد. این امر می‌تواند مشکلاتی را دربرداشته باشد که بیان ژن باید کنترل شود تا نتایج دقیق و تضمینی ارضا شود.
همجوشی سلولی نه تنها به عنوان یک فرایند ضروری در زیست‌شناسی سلولی، بلکه همچنین به عنوان یک روش مفید در بیوتکنولوژی و پزشکی مورد توجه است. سلول‌های همجوشی شده مضنوعی می‌تواند برای بررسی و درمان بیماری‌های مختلف مانند دیابت، بازسازی آکسون‌ها در سیستم عصبی مرکزی و تولید سلول‌هایی با خواص مورد نظر مانند واکسن‌های سلولی برای ایمونوتراپی سرطان استفاده شود. با این حال، اولین و شناخته شده‌ترین کاربرد همجوشی سلول، تولید آنتی‌بادی‌های مونوکلونال در تکنولوژی هیبریدوم است. سلول‌های هیبرید (هیبریدوم) به وسیله اتصال لنفوسیت‌های B تولیدکننده آنتی‌بادی با سلول‌های سرطانی سلول‌های لنفوسیت B تشکیل می‌شوند.

## کارهای آزمایشگاهی

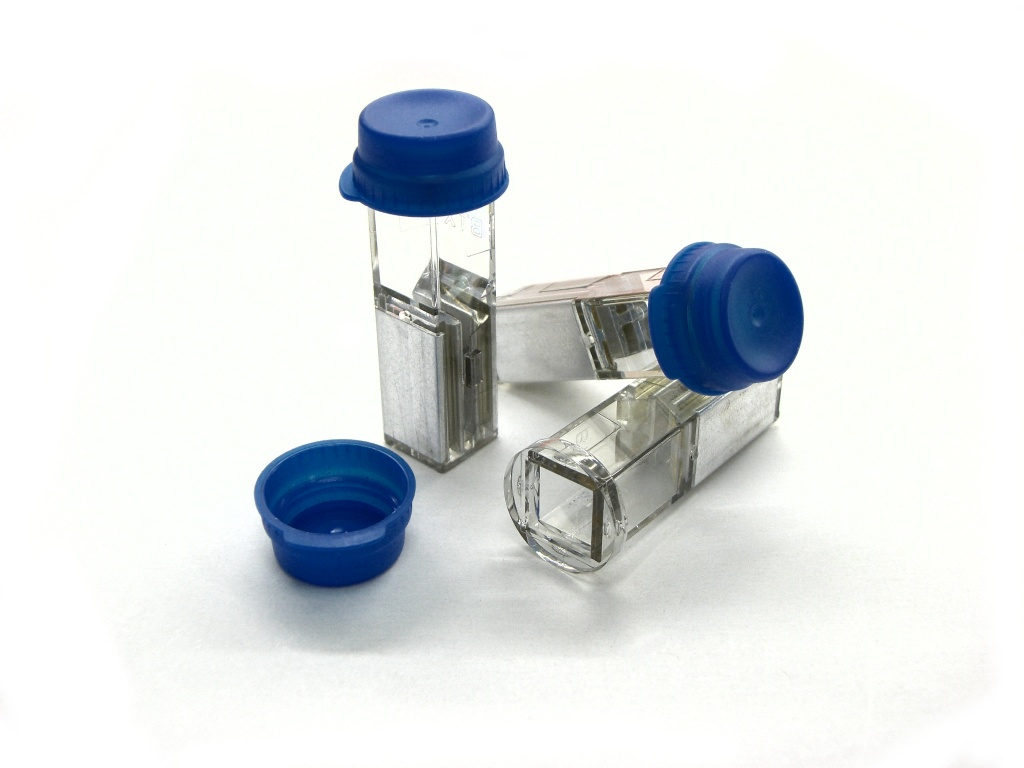
ظرف الکتروپوراسیون. شامل پلاستیک - الکترودهای آلمینیومی - درب آبی رنگ. دارای ظرفیت بیشینه ۴۰۰ میکرولیتر

الکتروپوراسیون توسط electroporator (وسایل هدفمند ساخته شده برای ایجاد یک میدان الکتریکی در یک محلول سلولی) صورت می‌گیرد. سوسپانسیون سلولی به یک شیشه یا پلاستیک تزریق می‌شود که دارای دو الکترود آلومینیومی در دو طرف آن است. برای الکتروپوراسیون باکتری، معمولاً یک سوسپانسیون حدود ۵۰ میکرولیتر استفاده می‌شود. قبل از الکتروپوراسیون، این سوسپانسیون از باکتری با پلاسمید مخلوط می‌شود که قابل تغییر شود. مخلوط به ظرف تزریق می‌شود، ولتاژ و خازن تنظیم می‌شود، و ظرف به الکتروپوراتورها وارد می‌شود. این فرایند نیاز به تماس مستقیم بین الکترودها و سوسپانسیون دارد. بلافاصله پس از الکتروپوراسیون، یک میلی لیتر از مایع واسط به باکتری‌ها (در ظرف یا لوله Eppendorf) اضافه می‌شود و لوله به مدت یک ساعت یا بیشتر در دمای مطلوب باکتری‌ها قرار داده و به دنبال آن اسکلتی باکتریایی بر روی صفحات آگار قرار می‌گیرد تا بازیابی سلول‌ها و پلاسمید میسر شود.
موفقیت الکتروپوراسیون تا حد زیادی بستگی به درجه خلوص محلول پلاسمید به ویژه در مورد محتوای نمک آن دارد. محلول‌هایی با غلظت زیاد نمک ممکن است موجب تخریب الکتریکی شود (که به عنوان قوس الکتریکی شناخته می‌شود)، که اغلب باعث کاهش پایداری زیستی باکتری‌ها می‌شود. برای بررسی دقیق تر این فرایند، باید به امپدانس خروجی دستگاه الکتروپوراتور و امپدانس ورودی تعلیق سلول (معناگر محتوای نمک) بیشتر توجه شود.
از آنجا که غشای سلولی قادر به عبور جریان نیست (به جز در کانال‌های یونی)، به عنوان یک خازن الکتریکی عمل می‌کند. قرار دادن غشاء در یک میدان الکتریکی با ولتاژ بالا موجب تخریب موقت آن‌ها می‌شود و منافذی را ایجاد می‌کند که به اندازه کافی بزرگ است تا ماکرومولکول‌ها (مانند DNA) بتوانند به سلول وارد یا آن را ترک کنند.
علاوه بر این، الکتروپوراسیون می‌تواند برای افزایش نفوذپذیری سلول‌ها در سنین جنینی استفاده شود. به ویژه، که الکتروپوراسیون اجازه می‌دهد که انتقال transfection مولکول‌های DNA, RNA, shRNA و تمام اسیدهای نوکلئیک‌ها در سلول‌های موش و موش‌های صحرایی از تأثیر بیشتری برخوردار باشد. موفقیت الکتروپوریشن در روی سلول‌های زنده تا حد زیادی به سطح ولتاژ، نرخ تکرار، شکل پالس و مدت زمان اعمال بستگی دارد. تغییر دادن سلول‌های سیستم‌های عصبی مرکزی توسط الکتروپوریشن محیط زنده به دلیل وجود بطن‌هایی برای تزریق اسیدهای نوکلئیک بسیار مؤثر است و همچنین افزایش نفوذ پذیری در سلول‌های تقسیم شده حفظ می‌شود. الکتروپوراسیون سلول‌های تزریق شده به جنین داخل رحم، اغلب با الکترودهایی شبیه پنس برای محدود کردن آسیب به جنین، از طریق دیواره رحم انجام می‌شود.
شرکت پارس تراوا، اولین تولید کننده دستگاه الکتروپوریشن در ایران است و با تکیه بر دانش و تخصص جمعی از پژوهشگران و مهندسان برجسته، موفق به طراحی و ساخت دستگاه‌های پیشرفته الکتروپوریشن و الکتروکموتراپی با پروتکل‌های درمانی اختصاصی شده که دستاوردی مهم در زمینه درمان‌های کم‌تهاجمی و مؤثر برای بیماران انسانی و حیوانی به‌شمار می‌رود. 

## کاربردهای پزشکی
نخستین کاربردهای پزشکی الکتروپوراسیون برای وارد کردن داروهای ضد سرطان ضعیف دایمی به ندول تومور مورد استفاده قرار گرفت. به این روش الکتروکموتراپی یا الکترو شیمی درمانی نیز گفته می شود. در مدت زمان کوتاهی الکتروترانسفر ژن نیز به دلیل هزینه کم، راحتی تحقق و به ویژه ایمنی آن، از اهمیت ویژه ای برخوردار شد. بدین معنی که گروه‌های ویروسی می‌تواند از لحاظ ایمنی و پاتوژن بودن در هنگام استفاده برای انتقال DNA از محدودیت‌های جدی برخوردار باشند.
اولین الکتروترنسفر ژن به داخل سلول زنده در سال ۱۹۹۱ مورد استفاده قرار گرفت و امروزه مطالعات کلینیکی زیادی در مورد الکتروترانسفر ژن وجود دارد. این روش برای وارد کردن انواع مختلفی از ژن‌های درمانی برای درمان بالقوه چندین بیماری مانند بیماری‌های سیستم ایمنی، تومور، اختلالات متابولیکی، بیماری‌های مونوژنتیک، بیماری‌های قلبی عروقی، کمردرد و … استفاده می‌شود.
اولین گروه برای بررسی الکتروپوراسیون برای کاربردهای پزشکی توسط لوییس م میر در مؤسسه گاستو روسی رهبری شد. در این مورد، آن‌ها به استفاده از الکتروپوراسیون برگشت‌پذیر در ارتباط با ماکرومولکول‌های غیرقابل نفوذ نگاه کردند. اولین تحقیق در مورد چگونگی استفاده از پالس‌های نانوثانیه در سلول‌های انسانی توسط محققان در مدرسه پزشکی ویرجینیای شرقی و دانشگاه Dominion Old Dom، و در سال ۲۰۰۳ منتشر شد.
با توجه به الکتروپوراسیون برگشت‌ناپذیر، اولین درمان موفقیت‌آمیز تومورهای بدخیم پوستی که در موش‌ها ایجاد شده بود، در سال ۲۰۰۷ توسط گروهی از دانشمندان تکمیل شد که در ۱۲ مورد از ۱۳ موش کاملاً تخریب تومور را به دست آوردند. آن‌ها این کار را با ارسال ۸۰ پالس ۱۰۰ میکروثانیه در ۰٫۳ هرتز با میدان الکتریکی 2500 V / cm برای درمان تومورهای پوست انجام دادند.
استفاده ار ولتاژ بالاتر در کاربرد الکتروپوراسیون در خوک‌ها صورت گرفت تا به‌طور غیرقابل برگشت سلول‌های هدف را در محدوده باریک تخریب کند، در حالی که سلول‌های همسایه را تحت تأثیر قرار نمی‌دهد، و به این ترتیب درمان جدیدی برای سرطان، بیماری قلبی و دیگر بیماری‌هایی است که نیاز به حذف بافت دارند. مؤثر بودن الکتروپوریشن غیرقابل برگشت (IRE) در درمان سرطان انسان با توجه به تلاش جراحان جان هاپکینز و سایر موسساتی که اکنون از تکنولوژی برای درمان سرطان لوزالمعده استفاده می‌کنند اثبات شده‌است، که پیش از این غیرقابل درمان بوده‌است.
همچنین فاز اول مطالعات بالینی از الکتروترانسفر ژن در بیماران مبتلا به ملانوم متاستاتیک گزارش شده‌است. الکتروپوراسیون ژن کدگذاری شده پلاسمید برای اینترلوکین 12 (pIL-12) انجام شد و ایمنی، تحمل پذیری و اثرات درمانی تحت نظارت قرار گرفت. این مطالعه به این نتیجه رسید که انتقال ژن الکترونی با pIL-12 بی خطر و قابل تحمل است. علاوه بر این، واکنش جزئی یا کامل نیز در متاستازهای غیر متداول دور مشاهده شد، که نشان دهنده اثر درمان سیستمیک بود. بر اساس این نتایج، آن‌ها در حال حاضر برنامه‌ریزی برای مطالعه بالینی مرحله دوم هستند. در حال حاضر چندین مطالعات بالینی در مورد الکتروترنسفر ژنی واکسن دی ان ای که توسط پالس‌های الکتریکی انجام می‌شود، وجود دارد که در آن ایمنی، تحمل و اثربخشی ایمن‌سازی تحت نظارت قرار می‌گیرد. اگر چه این روش سیستمیک نیست و به شدت محلی است، اما هنوز هم کارآمدترین راهبرد غیر ویروسی برای وارد کردن ژن است.
دستگاهی که برای روش الکتروکموتراپی انسان و حیوانات مورد استفاده قرار می گیرد، باید استانداردهای خاصی داشته باشد و به بافت های سالم آسیبی وارد نکند. شرکت پارس تراوا اولین شرکت تولید کننده دستگاه الکتروکموتراپی برگشت ناپذیر، الکتروکموتراپی برگشت پذیر و الکتروکموتراپی در حیوانات است. هر کدام از این دستگاه ها تمام استانداردهای لازم را دارند و مراحل کارآزمایی بالینی خود را با موفقیت پشت سر گذاشته اند. این دستگاه ها با کمترین آسیب به بافت سالم اطراف تومور، باعث جذب بیشتر مواد دارویی شیمی درمانی در ناحیه تومور یا القای آپوپتوز در سلول های توموری می شوند. 

### الکتروپوراسیون بازگشت‌ناپذیر غیر گرمایی(N-TIRE)
تکنیک اخیری که به نام الکتروپوراسیون غیرقابل برگشت غیر گرمایی (N-TIRE) نامیده می‌شود، در درمان بسیاری از انواع تومورها و سایر بافت‌های ناخواسته موفق بوده‌است. این روش با استفاده از الکترودهای کوچک (قطر در حدود یک میلی‌متر) انجام می‌شود یا در داخل یا اطراف بافت هدف قرار می‌گیرد تا burstهای کوتاه و تکراری الکتریکی را در یک ولتاژ و فرکانس از پیش تعیین شده اعمال کند. این burstها باعث افزایش پتانسیل غشای سلولی در حال استراحت (TMP) می‌شود، به طوری که ریز منافذ غشای پلاسما تشکیل می‌شوند. هنگامی که میدان الکتریکی مورد استفاده در بافت بالاتر از آستانه میدان الکتریکی بافت هدف است، سلول‌ها از طریق تشکیل ریز منفذها به‌طور دائمی نفوذ می‌کنند. به عنوان یک نتیجه، سلول‌ها قادر به تعمیر آسیب نیستند و به علت از دست دادن هوموءستاز میرند. N-TIRE در مقایسه با سایر تکنیک‌های تخریب تومور منحصر به فرد است، زیرا آسیب‌های حرارتی به بافت اطراف آن ایجاد نمی‌کند.

### الکتروپوراسیون بازگشت‌پذیر
به‌طور خلاصه، الکتروپوراسیون برگشت‌پذیر زمانی اتفاق می‌افتد که میدان الکتریکی اعمالی مورد استفاده در الکترود زیر آستانه میدان الکتریکی بافت مورد نظر باشد. از آنجا که الکتریسیته اعمال شده زیر آستانه سلول است، به سلول اجازه می‌دهد تا دو لایه فسفولیپید خود را تعمیر کنند و عملکرد سلولی طبیعی خود ادامه دهند. الکتروپوراسیون برگشت‌پذیر معمولاً با درمان‌هایی که شامل گرفتن دارو یا ژن (یا مولکولی دیگر که در حالت عادی به غشاء سلول نفوذ نمی‌کند) ترکیب و انجام می‌شود. همهٔ یک بافت یک آستانه میدان الکتریکی را دارا نیستند؛ بنابراین باید محاسبات دقیق قبل از درمان برای اطمینان از ایمنی و کارایی انجام شود.
یکی از مهم‌ترین مزیت‌های استفاده از N-TIRE این است که با انجام دقیق محاسبات دقیق، تنها بر روی بافت هدف تأثیر می‌گذارد. پروتئین‌ها، ماتریکس خارج سلولی، و ساختارهای حیاتی مانند رگ‌های خونی و اعصاب تحت تأثیر قرار نمی‌گیرند و از طریق این درمان سالم می‌مانند. این پروسه بهبود سریع تر و تسهیل جایگزینی سریع تر سلول‌های تومور مرده با سلول‌های سالم را اجازه می‌دهد.
قبل از انجام این روش، دانشمندان باید دقیقاً همان چیزی را که باید انجام شود محاسبه کنند و در حالت کلی هر بیمار را بر اساس همان مورد درمان کنند. برای انجام این کار، تکنولوژی تصویربرداری مانند CT اسکن و MRI معمولاً برای ایجاد یک تصویر سه بعدی از تومور استفاده می‌شود. از این اطلاعات، می‌توانند حجم تومور را تقریبی و با استفاده از تکنولوژی نرم‌افزار، بهترین مسیر از جمله محل قرار دادن الکترود، زاویه ای که در آن قرار داده شده، ولتاژ مورد نیاز و… را تصمیم‌گیری کنند. اغلب، دستگاه CT برای کمک به قرار دادن الکترودهای در طول روش استفاده می‌شود، به ویژه هنگامی که از الکترودها برای درمان تومور در مغز استفاده می‌شود.
کل روش بسیار سریع است، معمولاً حدود پنج دقیقه طول می‌کشد. میزان موفقیت این روش‌ها بسیار بالا است و برای درمان‌های آینده در انسان بسیار امیدوارکننده است. یکی از معایب استفاده از N-TIRE این است که الکتریسیته منتقل شده از الکترودها می‌تواند سلول‌های عضلانی را تحریک کند که ممکن است پیامدهای کشنده ای بر اساس وضعیت داشته باشد؛ بنابراین، هنگام انجام روش، یک عامل فلج‌کننده باید استفاده شود. عوامل فلج‌کننده که در چنین تحقیقاتی مورد استفاده قرار می‌گیرند، موفقیت‌آمیز هستند؛ با این وجود، هنگام استفاده از بیهوشی، همیشه خطر وجود دارد.

### الکتروپوراسیون برگشت‌ناپذیر فرکانس بالا (H-FIRE)
یک تکنیک جدیدتر به نام الکتروپوراسیون غیرقابل برگشت با فرکانس بالا ابداع شده‌است. این تکنیک با استفاده از الکترود برای اعمال Burst با دو سطح ولتاژ متفاوت در فرکانس بالا، در تضاد با یک Burst تک سطحی ولتاژ الکتریکی در یک فرکانس پایین است. این نوع روش همان موفقیت تومور را در N-TIRE به همراه دارد. با این حال، آن یک مزیت مشخص دارد که H-FIRE باعث انقباض ماهیچه ای در بیمار نمی‌شود و بنابراین نیازی به یک عامل فلج‌کننده نیست.

### انتقال دارو و ژن به سلول
الکتروپوراسیون همچنین می‌تواند برای کمک به عرضه داروها یا ژن‌ها به داخل سلول با استفاده از پالس‌های کوتاه و شدید الکتریکی که به‌طور مداوم غشای سلولی را نفوذ پذیر می‌کنند، استفاده می‌شود، در نتیجه اجازه می‌دهد تا مولکول‌هایی انتقال یابد که از طریق غشای سلولی منتقل نمی‌شدند. زمانی که مولکول‌هایی که باید منتقل شوند، مولکول‌های شیمیایی یا DNA است این روش به عنوان الکتروشیموتراپی نامیده می‌شود. دانشمندان از کارولینسکا Institutet و دانشگاه آکسفورد از الکتروپوراسیون exosomeها برای ارسال siRNAs, oligonucleotides antisense، عوامل شیمی درمانی و پروتئین به‌طور خاص به نورون پس از تزریق سیستمیک آن‌ها (در خون) استفاده کردند. از آنجا که این اگزوزوم‌ها قادر به عبور از مانع خونی مغزی هستند، این پروتکل می‌تواند مشکل انتقال ضعیف داروها به سیستم عصبی مرکزی را حل کند و به‌طور بالقوه بیماری آلزایمر، بیماری پارکینسون و سرطان مغز را با ارضای سایر شرایط نیز درمان کند.
تبدیل باکتری‌ها به‌طور کلی ساده‌ترین راه برای تولید مقادیر زیادی پروتئینی خاص است که برای اهداف بیوتکنولوژی یا پزشکی مورد نیاز است. از آنجایی که انتقال ژنی (الکتروترنسفر ژنی) بسیار ساده است، این روش سریع و بسیار مؤثر، جایگزین بسیار مناسب برای سایر روش‌ها تبدیل شده‌است.

## سازوکار فیزیکی

شماتیکی از سطح مقطع غشای سلولی که تئوری بازیابی غشا را توضیح می‌دهد. بالا - حفره آب گریز، پایین- حفره آب دوست

الکتروپوراسیون اجازه می‌دهد تا مولکول‌های بسیار بزرگ باردار مانند DNA به سلول نفوذ کنند که هرگز به صورت غیرفعال نمی‌توانند در دو لایه هیدروفوب نفوذ کنند. این پدیده نشان می‌دهد که این مکانیزم بر پایه ایجاد حفره‌هایی پر از آب در غشا در مقیاس nm است. اگرچه الکتروپورشن و شکست دی الکتریک هر دو بر پایه استفاده از یک میدان الکتریکی است، اما مکانیزم‌های درگیر شده اساساً متفاوتند. در شکست دی الکتریک، سد غشا یونیزه می‌شود و موجب ایجاد مسیر هدایت می‌شود؛ بنابراین طبیعت تغییرات تغییر در خصوصیات شیمیایی ماده است. در مقابل، در طول زمان الکتروپوراسیون، مولکول‌های چربی به صورت شیمیایی تغییر نمی‌کنند، بلکه اندکی جابه‌جا می‌شوند منافذ باز می‌شوند که به عنوان مسیر هدایت شده از طریق دو لایه عمل می‌کند، که آن را با آب پر می‌کند.
الکتروپوراسیون پدیده ای پویاست که بستگی به ولتاژ گذرنده محلی در هر نقطه بر روی غشای سلولی دارد. به‌طور کلی برای هر مدت زمان پالس و شکل پالس پذیرفته شده‌است که آستانه ولتاژ گذرنده خاصی را برای تجلی پدیده الکتروپوریشن به وجود می‌آورد (از ۰٫۵ تا ۱ ولت). این به تعریف یک آستانه دامنه میدان الکتریکی برای الکتروپوراسیون منجر می‌شود. به این معنی که تنها سلول‌هایی که در آن E ≧ Eth است در معرض الکتروپورشن قرار داده می‌شوند و اگر تا یک آستانه دوم (Eir) رسیده باشند یا از این محدوده رد شده باشند، الکتروپوراسیون غیرقابل برگشت (IRE) می‌شود.
الکتروپوراسیون یک فرایند چند مرحله ای با چندین مرحله مجزا است. اول، یک پالس الکتریکی کوتاه باید اعمال شود. پارامترهای معمول ۳۰۰–۴۰۰ میلی ولت برای کمتر از ۱ میلی ثانیه در غشاء خواهد بود (توجه داشته باشید که ولتاژهای مورد استفاده در آزمایش‌های سلولی معمولاً بزرگ هستند زیرا آن‌ها در فواصل بزرگ به حجمی از محلول اعمال می‌شوند بنابراین کسری کوچکی از میدان اعمالی به به غشای واقعی می‌رسد). پس از اعمال این پتانسیل، غشاء مانند یک خازن از طریق مهاجرت یون‌ها از محلول اطراف آن شارژ می‌شود. هنگامی که میدان به حد بحرانی می‌رسد، بازسازی موضعی سریع در شکل فضایی لیپید وجود خواهد داشت. اعتقاد بر این است که ساختار حاصل دارای "پیش منفذ" است، زیرا آن از نظر الکتریکی هدایت نمی‌کند، بلکه منجر به ایجاد منافذ رسانا می‌شود. مدارک و شواهد برای وجود چنین پیش منافذ عمدتاً از "تغییر حالت (سوسو زدن)" منافذ می‌آید، که از  انتقال بین حالت رسانا و عایق نتیجه شده‌است. فرض شده‌است که این پیش منافذ کوچک نقص‌های آبگریز هستند. اگر این نظریه درست باشد، انتقال به حالت هدایت می‌تواند با بازسازی در لبه منافذ توضیح داده شود، که در آن سرهای چربی برای ایجاد یک رابط هیدروفیلی خم می‌شوند. در نهایت، این منافذ رسانا می‌تواند یا بهبود یابد و دو لایه را بازسازی کند یا گسترش یابد، در نهایت آن را تجزیه کند. سرنوشت حاصل آن بستگی به این دارد که آیا اندازه نقص اندازه بحرانی را رد کرده‌است یا نه، که به نوبه خود بستگی به میدان اعمالی، فشار مکانیکی محلی و انرژی لبه دو لایه غشا دارد.

## الکتروترانسفر

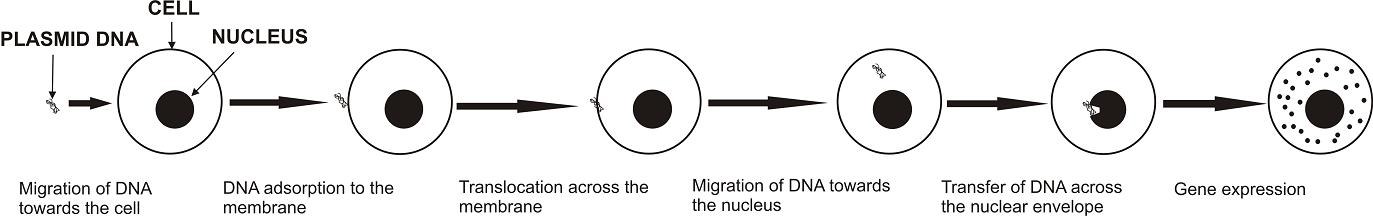
الکتروترانسفر ژن

استفاده از پالس‌های الکتریکی با قدرت کافی بر روی سلول سبب افزایش اختلاف پتانسیل غشایی می‌شود که موجب بی‌ثباتی غشا می‌شود. نفوذ پذیری غشاء سلولی افزایش می‌یابد و در این صورت مولکول‌های غیرقابل نفوذ وارد سلول می‌شوند. اگر چه مکانیسم انتقال الکتروترانسفر ژنی هنوز به‌طور کامل درک نشده‌است، نشان داده شده‌است که وارد کردن DNA فقط در بخشی از غشاء که رو به روی کاتد اتفاق می‌افتد و برای انتقال موفقیت‌آمیز از چندین مرحله لازم است:
الکتروترنسفر DNA به سمت سلول، DNA انتقال در غشاء، انتقال در عرض غشاء، انتقال DNA به سمت هسته، انتقال DNA در داخل غشای هسته و در نهایت بیان ژن. دما، پارامترهای پالس‌های الکتریکی، تراکم DNA، بافر الکتروپورشن استفاده شده، اندازه سلول و توانایی سلول‌ها برای بیان ژن‌های انتقال یافته می‌توانند کارایی الکتروترنسفر ژن را تحت تأثیر قرار دهند. درالکتروترانسفر ژنی در داخل محیط زنده نیز انتشار DNA از طریق ماتریکس خارج سلولی، خواص بافت و هدایت کلی بافت بسیار مهم است.

### تاریخچه
الکتروترنسفر ژن ابتدا در دهه ۱۹۸۰ میلادی توصیف شد و از آن به بعد به علت سهولت کاربرد و کارایی آن، یک روش معمول برای وارد کردن ژن‌های خارجی در گیاهان، باکتری، مخمر، و سلول‌های حیوانی و در بافت‌های مختلف سلول زنده، از جمله عضله، تومور، کبد و پوست مورد استفاده قرار گرفت.